# Arctosa ripaecola
Arctosa ripaecola là một loài nhện trong họ Lycosidae.
Loài này thuộc chi Arctosa. Arctosa ripaecola được Carl Friedrich Roewer miêu tả năm 1960.